# 평의회공산주의
평의회주의(評議會主義, 영어: councilism) 또는 평의회공산주의(評議會共産主義, 독일어: Rätekommunismus)는 1920년대에 발생한 공산주의 조류다. 독일 11월 혁명을 계기로 발생한 평의회주의는 국가자본주의와 국가사회주의를 반대하며 계급상태 해체를 위한 기반으로서 노동자평의회와 평의회 민주주의를 보위하는 것을 그 특징으로 한다. 평의회주의는 독일과 네덜란드에서 유행했는데, 러시아의 레닌은 평의회주의자들을 "좌익소아병자"라고 비판하였다.

## 역사

### 출현
평의회공산주의는 1918년 이후 독일과 네덜란드의 일부 공산주의자들이 러시아혁명은 새로운 정치엘리트계급을 창출하여 그 엘리트계급에게 권력이 집중된 사회를 만들었다고 결론내리면서 출현했다. 출현 초기의 대표적인 이론가로는 독일의 오토 륄레, 네덜란드의 헤르만 호르터, 안톤 판네쿡이 있었다.
1918년 12월 독일공산당(KPD)이 처음 창당되었을 때, 당원의 과반수가 선거정치와 노조주의에 반대했다. 이러한 입장은 볼셰비키 주류에 비해서 더 좌익에 위치하였다. 1919년, 공산주의 인터내셔널(코민테른)이 결성되어 국제적으로 볼셰비키 노선을 진흥하였다. 1919년 10월, KPD 당수 파울 레비는 코민테른 지령에 따라, 의회선거에 참여하고 기성 노동조합에 들어가서 주도권을 잡는 새로운 노선을 채택하였다. 그러자 당원의 거의 절반이었던 당내 좌파 100,000 여명이 탈당했다. 탈당한 좌파는 1920년 4월 독일공산노동자당(KAPD)을 창당했다. 창당 당시 당원 수는 38,000 명이었다. 또한 카프 폭동에 대한 KPD의 반응이 미약하다고 여겨진 것도 부분적으로 KAPD의 탄력으로 작용했다. 같은 해, 미국의 세계산업노동자연맹(IWW)을 전범으로 삼은 혁명노조로서 독일일반노동자연합(AAUD)이 결성되었다. 일각에서는 AAUD를 KAPD 가맹 노총으로 여겼다.
1918년, 호르터는 러시아와 서유럽의 상황은 다르다고 차이점을 지적하는 『세계혁명』이라는 소책자를 작성했다. 판네쿡은 1920년 발표한 소책자 『세계혁명과 공산주의 전술』에서 서유럽에서의 공산주의 전술은 러시아에서의 것과 필연적으로 다를 수밖에 없다고 주장했다. 판네쿡은 서유럽은 부르주아 권력이 더욱 공고하기 때문에, 서유럽에서의 계급투쟁은 의회와 기성노조를 비롯한 부르주아 제도 자체를 반대하는 것으로서 표출되어야 한다고 주장했다. 판네쿡은 대중의 계급의식의 중요성을 강조하고, 볼셰비키의 전위당은 혁명을 가로막을 수 있는 잠재적 위험물로 여겼다.
KAPD는 창당된 직후 코민테른에 가맹 신청서를 냈다. 그러나 1920년 제2차 세계대회에서 블라디미르 레닌, 레프 트로츠키, 그리고리 지노비예프는 KAPD의 입장을 만장일치로 거부했다. 코민테른 집행위원회는 KPD와 KAPD의 경쟁에서 KPD를 전적으로 지지한다고 발표했다. KAPD 대표단 일부는 항의의 뜻으로 대회장을 조기에 떠났다. 레닌은 소책자 『좌익소아병』을 발표하여 KAPD와 판네쿡, 그 밖의 “좌파” 조직들이 혼란을 확산시킨다고 비난하였다. 레닌은 의회와 기성노조에 침투하기를 거부하면 노동자들이 반동적 지도자들의 영향 아래 남을 뿐이라고 주장했다. 레닌은 러시아와 서유럽 선진국 사이에 상당한 차이가 있음은 인정했으나, 러시아혁명의 특징들은 보편적으로 타당하다고 주장했다. 호르터는 이에 대하여 레닌 앞으로 공개서한을 보내 동방과 서방의 계급구조의 차이 때문에 공산주의 전술에 차이가 있어야 한다는 주장을 되풀이했다.
그럼에도 불구하고, KAPD 및 유사한 성향의 단체들은 처음에는 국제공산주의 운동 내부에서 변화를 일으켜 보고자 했다. 그러나 1921년 제3차 세계대회에서 좌익 반대파의 규합이 실패하자 KAPD는 코민테른을 탈퇴했다. 이 때부터 평의회공산주의자들의 볼셰비즘에 대한 비판은 보다 근본적인 비판을 향하게 되었다. 평의회공산주의자들은 볼셰비키 혁명이 사회주의를 건설하지 않았다고 결론내렸다. 1921년, 판네쿡은 러시아혁명은 프랑스혁명과 같은 부르주아 시민혁명에 불과하다고 주장했다. 호르터는 러시아혁명이 봉건제에 대항하는 자본주의 혁명이자 자본제에 대항하는 노동계급 혁명인 이중적 성격을 가지고 있었으나, 1921년의 신경제정책으로 이중상태가 해소되고 러시아는 명백하게 자본주의 국가가 되었다고 주장했다.
네덜란드 역사학자 마르셀 판 데어 린덴에 따르면, 평의회공산주의는 1921년에 이상과 같은 과정을 겪으면서 코민테른 공식노선과 완전히 결별하고 별개의 조류로서 구분되기 시작하였다. 많은 학자들이 평의회공산주의의 출현을 1920년대 초엽으로 비정하여 판 데어 린덴의 견해에 동의한다. 평의회공산주의라는 용어도 1921년에 프란츠 펨페르트가 처음 사용했다. 판 데어 린덴이 정의한 평의회공산주의의 다섯 가지 원리는 다음과 같다.
- 자본주의는 쇠퇴하였고 붕괴가 임박하였다.
- 평의회민주주의를 통한 노동자들의 경제 통제로 자본주의를 대체해야 한다.
- 부르주아 계급은 자본주의를 유지하기 위해 사회민주주의와 동맹을 맺고 노동계급을 조종하였다.
- 선거정치를 보이콧하고 기성 노조와 싸움으로써 이러한 조종에 저항해야 한다.
- 소련은 자본주의의 대안이 아니라 새로운 유형의 자본주의다.

한편, 필리프 부리네, 존 거버 등은 이 시기의 경향을 좌파공산주의의 네덜란드-독일적 형태라고 보고, 평의회공산주의의 대두는 1930년대로 비정한다. 1920년대 당시 중서유럽에는 코민테른 노선을 일방적으로 적용하는 것에 대한 광범위한 반대운동으로서 좌파공산주의 운동이 존재했다. 예컨대 루카치 죄르지는 오스트리아 빈에서 노동자계급의 자발성의 중요성을 강조했다. 이탈리아의 아마데오 보르디가는 선거는 반대했지만 평의회에는 관심이 없었고, 레닌이 그랬던 것처럼 전위당을 지지했다. 러시아의 노동자 반대파는 KAPD에 동조하며 노동계급 조직의 관료화를 비판했다. 부리네와 거버에 따르면 1920년대의 네덜란드-독일 좌파 운동은 이 다양한 좌파공산주의 운동들 가운데 일종으로서 존재했고, 아직 평의회공산주의는 아니었다.
1921년 9월, KAPD의 네덜란드판으로서 네덜란드공산노동자당(KAPN)이 창당되었다. 호르터는 KAPN 창당을 지지하고 KAPN 수석대변인이 되었으나, 판네쿡은 네덜란드에서는 새로운 조직을 꾸릴 여건이 무르익지 않았다고 생각하여 회의적이었다. KAPN은 KAPD를 전범으로 삼아 강령도 거의 똑같이 베껴왔다. 그러나 KAPD와 같은 대중적 지지는 누리지 못했고, KAPN은 당원 수가 200명을 넘었던 적이 없다. 그 밖에도 1922년 1월 불가리아에서 이반 간체프가 이끄는 불가리아 공산당 당내 좌파가 탈당하여 불가리아 공산노동자당(BRKP)을 창당했다. BRKP의 당원은 천 명이 조금 넘었는데, 대부분 노동자였고 지식인이 소수 있었다. 영국에서도 실비아 팽크허스트가 의회정치에 반대하다 1921년 9월 그레이트브리튼공산당(CPGB)에서 제명되었다. 팽크허스트는 1922년 2월 영국공산노동자당(CWP)을 창당했다. CWP 당원은 500여명이라고 발표되었으나, 실제로는 훨씬 적었을 것으로 생각된다.

### 쇠락
KAPD는 창당 초기부터 내홍에 시달렸다. 당원들의 성향이 다양했고, 또한 자신들도 관료화되어 노동자계급의 혁명적 역동성을 저해할 것을 우려했기 때문에 안정적인 조직을 만들 수 없었다. 1920년대 초엽을 넘겨 바이마르 공화국이 안정되고 평의회 운동이 쇠퇴하면서 분쟁은 더욱 뚜렷해졌다.
KAPD 창당대회 때부터 륄레와 펨페르트는 여하의 중앙집권적 당조직을, 그리고 정치는 정당이, 경제는 노조가 맡는 전통적 분업을 반대하였다. 륄레는 1920년 소책자 「혁명은 당의 일이 아니다」에서 혁명운동의 목표는 생산을 장악하는 것이며, 그러므로 필연적으로 기회주의에 빠질 뿐인 정당은 필요없다고 주장했다. 이에 따라 륄레와 그의 지지자들은 1920년 11월 KAPD마저 탈당하였다. 또한 친KAPD파가 AAUD를 장악하고 있었기 때문에, 륄레파는 1921년 6월 AAUD-E를 설립했다. AAUD-E는 KAPD가 의회주의를 거부하는 것을 제외하면 KPD와 다를 바 없다고 비판했다. 1920년 8월에는 KAPD 제2차 당대회에서 하인리히 라우펜베르크, 프리츠 볼프하임 등 당내 국민볼셰비즘파가 제명되었다. 이들 국민볼셰비즘파는 강력한 독일 국민국가와 소련이 동맹을 맺어 서방 자본주의와 싸워야 한다고 주장했으며, KPD의 레비가 유대인이기 때문에 “유대-금융-자본의 카드로서 구실할 것”이라고 반유대주의 성향을 표출했다.
당내 숙정이 끝난 뒤 KAPD는 코민테른에 대항하는 대안 국제당의 건설, AAUD의 임금투쟁 참여 여부, 카를 슈뢰더 등 당 지도부의 역할 문제를 둘러싸고 논쟁이 벌어졌다. 슈뢰더파는 자본주의가 종말로 이어질 마지막 위기에 처해 있으나, 노동자들이 아직 개량주의 지도자들의 통제 하에 있어서 자본주의의 종말을 맞이할 준비가 되지 않았다고 주장했다. 그러므로 KAPD의 역할은 나중에 노동자들을 이끌 수 있도록 혁명적 원칙을 엄격히 고수하는 것이라고 슈뢰더파는 결론내렸다. 반슈뢰더파는 자본주의가 쇠퇴하고 있다는 것에는 동의하였지만, 오히려 그렇기에 노동자들이 투쟁에 나서야 한다고 생각했다. 반대파는 임금투쟁 참여와 같은 문제에 있어서 보다 유연하게 열려 있었고, 슈뢰더는 이것을 개량주의라고 일축했다. 1922년 3월, 이 분쟁은 결국 슈뢰더의 에센파와 반슈뢰더의 베를린파로 분열되었다. AAUD도 에센파와 베를린파로 분열되었다. 당세는 베를린파가 더 강했으나, 호르터 등 지식인들은 대부분 에센파에 가담했다. 판네쿡은 베를린파에 동조하였으나 종파주의적 난맥상에 환멸하여 논쟁 자체로부터 거리를 두었다.
슈뢰더와 호르터 등 KAPD 당권파 지도부는 1921년 KAPD가 코민테른에서 탈퇴한 뒤로 대안 국제당 건설계획을 세웠다. 그러나 많은 당원들은 이러한 움직임이 시기상조로 보고 회의적이었다. 1922년 4월, KAPD 에센파와 KAPN이 공산노동자 인터내셔널(KAI)을 결성했고, BBKP와 CWP도 여기에 합류했다. KAI는 러시아 지부도 있다고 주장했지만, 실제로는 베를린에 거류하는 러시아인 두 명 뿐이었다. KAI 강령은 호르터가 작성했다. KAI는 조직의 구조는 코민테른과 유사했지만, 그만한 영향력은 갖지 못했고 제대로 활동도 하지 못했다. 또한 각국 공산노동자당들에서 KAPD 베를린파 지지자들이 나타나면서, 네덜란드와 불가리아에서도 분열이 반복되었다.
평의회공산주의 단체들은 1922년 이후 점점 쇠퇴하여 형해화되었다. 독일에서는 1923년에 20,000 명의 지지자가 있었으나, 1933년이 되면 수백 명밖에 남지 않았다. 소수파인 에센파가 더 빠르게 쇠퇴했다. 1923년 에센파에서 이탈한 한 무리의 당원들이 평의회공산주의자동맹을 결성하고 AAUD-E에 가입했다. 1925년, 슈뢰더 등 에센파 지도자들은 평의회 운동은 쇠락하였고 혁명의 가능성은 사라졌다고 판단하고 사회민주당(SPD)에 복당했다. 1927년에 호르터가 죽었고, 1929년이 되면 에센파 잔당은 신문도 발행할 수 없게 되었다. 분열 당시 이론가들을 상실한 베를린파는 이후 몇 년 동안 봉기를 선동하고 무시당하기만 거듭했다. 1927년, AAUD 베를린파가 스스로 정당임을 선언하고 KAPD 베를린파로부터 이탈했다. AAUD-E는 빠르게 일관된 조직이라기보다 개별 집단들과 경향들의 집합체가 되었고, 이론지도자 륄레는 정세가 너무 반동적이라서 혁명정치를 할 수 없다고 결론내리고 1925년 조직을 이탈했다. AAUD-E 잔당은 1927년 KPD에서 제명된 집단 및 노조들과 합동하여 ‘좌파공산주의조직스파르타쿠스동맹’이라는 조직을 만들었고, 이 조직은 1931년 베를린파 AAUD와 합쳐서 독일공산노동자연합(KAUD)을 만들었으나 KAUD의 조직원 수는 343명에 불과했다.
1930년대 초엽이 되면 대중운동으로서의 평의회공산주의는 종막을 맞았다. 존 거버에 따르면, 평의회 운동은 1차대전 이후 전후혼란의 산물이었고, 혁명적 혼란이 잦아들고 평의회 운동이 종말을 맞으면서 평의회공산주의자들의 정치는 추상적인 것이 되었다. 평의회공산주의가 대중운동으로서 실패한 것은 평의회공산주의자들의 실책 때문이었다. 그들은 안정화된 자본주의 체제에서 살아남을 수 있는 정치를 발전시키지 못했다. 평의회공산주의자들은 평의회 운동이 쇠퇴한 이유, 그리고 레닌주의와 민주주의가 노동자들에게 미친 영향을 이해하지 못했다. 그리고 평의회공산주의자들의 교조주의와 하층 지도성의 부재로 인해 이 모든 문제점이 더욱 악화되었다.

### 소집단으로 지속
1933년 독일에서 나치가 집권하자 조직적인 평의회공산주의는 완전히 소멸하였다. 그러나 몇몇 집단들이 반정권 저항을 이어나갔고, 네덜란드에서도 여러 소집단들로 이어졌다. 1930년대 후반에는 국제공산주의자집단(GIC)가 평의회공산주의자들의 국제적 교류의 장이 되었다. GIC는 헹크 칸네메이어르의 「새로운 노동운동의 부상」, 헬무트 바그너의 「볼셰비즘에 관한 테제」 등을 출판했다.
다른 나라들에서도 평의회공산주의자들이 나타났다. 독일인 이민자 파울 마틱은 미국에서 『국제평의회통신』(International Council Correspondence)을 발행했다. 호주에서는 제임스 아서 도슨이 Southern Advocate of Workers' Councils을 발행했고, 칠레에서는 라인 디에스가 평의회공산주의 문건들을 출판했다.
1960년대 학생운동 시대에 프랑스, 이탈리아, 독일에서 평의회공산주의가 잠시 부활했다. 그러나 68혁명이 쇠퇴하면서 다시 쇠락하였고 유럽과 북미의 소집단들을 통해서 이어지고 있다.

## 이론
평의회공산주의자들은 일반적 지향에 있어서는 의견을 같이했으나, 여러 각론에 있어서는 각자 견해가 크게 달랐다.
평의회공산주의의 핵심 주장은 공장마다, 지자체마다 발생할 민주적인 노동자평의회야말로 노동계급의 조직화 및 정부권력의 자연스러운 형태라는 것이다. 그러므로 노동계급이 레닌주의 전위당이나 자본주의의 개량에 의존해서는 사회주의를 이룰 수 없다고 본다. 당은 어디까지나 선전 역할에 머물러야 한다. 평의회공산주의자들은 대중파업 그리고 아직 등장하지 않은 새로운 형태의 대중행동을 공산주의 사회를 달성하기 위한 혁명적 수단으로 본다. 노동자평의회의 연결망이 혁명의 주역이 되고 국가기구처럼 작동하게 될 때 프롤레타리아 독재가 이루어지고 작동하게 된다. 작업장에서 선출되었고 언제든지 재소환될 수 있는 대표자들로 구성된 노동자평의회가 행정과 경제를 관리해야 한다. 작업장에서 선출되었고 언제든지 재소환될 수 있는 대표자들로 구성된 노동자평의회가 행정과 경제를 관리해야 한다.
이와 같이 평의회공산주의자들은 권위주의적 사회주의에 반대하였고, 당 주도의 혁명이 프롤레타리아 독재가 아닌 당 독재를 낳는다고 생각하였기에 혁명당이라는 관념에 반대한다.
평의회공산주의 및 기타 자유지상주의적 마르크스주의는 레닌주의를 권위주의라고 비판하고 전위당론을 반대하기 때문에 아나키즘과 비슷한 것으로 간주되기도 한다. 그래서 반권위주의 마르크스주의, 반레닌주의 마르크스주의라고도 한다.